# 科夫扎河
科夫扎河是俄羅斯的河流，位於沃洛格達州，屬於伏爾加河流域，發源自科夫日斯科耶湖，河道全長82公里，流域面積5,000平方公里，最終注入白湖。
60°20′20″N 37°09′06″E / 60.33889°N 37.15167°E